# Constança Scofield
Constança Scofield Souza Almeida Magno Baptista (Salvador, 28 de marzo de 1972) es una instrumentista, compositora, directora artística, empresaria y productora musical brasileña.
Obtuvo fama por haber sido compositora, flautista y tecladista de la banda baiana Penélope, y por haber sido cofundadora de la banda acústica Lucy.
Se casó con el productor musical Tom Capone, de quien heredó el estudio Toca del Bandido, y con quien tuvo un hijo.
Administra el Estudio Toca del Bandido, creó el sello Toca Discos y hace la dirección artística de los discos lanzados por el sello.
Como productora, trabajó en el CD homónimo de Érika Martins, álbum en que también actuó como tecladista, en el Cd "Dr. Fujita Contra la Abominável Mulher Tornado", de la banda Carbona y fue curadora del festival "Claro que es Rock 2005".
Actualmente está casada con el productor musical Felipe Rodarte, con quien tiene un hijo.

## Discografía

### Con la banda Penélope
- 1999 - Mi Casa, Su Casa
- 2001 - Buganvilia
- 2003 - Rock, Mi Amor

### Con Érika Martins
- 2009 - Érika Martins
- 2013 - Modinhas

### Sello Toca Discos
Carbona - (2006)
Trêmula
Érika Martins - Érika Martins (2009) (Warner)
AVA - Diurno (2011) (Warner)
Érika Martins - Modinhas (2013) (Coqueiro Verde)
Folks (2015)
Facción Caipira - Hombre Bueno (2015)

### Como invitada
- 2007 - Cd Teletransporte, banda Autoramas - teclados en la música Identificación[10]